# Войтенко Архип Борисович
Войтенко Архип Борисович — кандидат наук з державного управління (2005); Житомирський агротехнологічний коледж, директор; депутат Житомирської облради (з 11.2010).
Н. 22.06.1946 (село Шершні, Коростенський район, Житомирська область) в селянській сім'ї; українець; одружений; має 2 дітей.
Освіта: Кам'янець-Подільський педагогічний інститут, історичний факультет; Вища партійна школа при ЦК КПУ; Київський університет імені Тараса Шевченка, юридичний факультет; кандидатська дисертація «Місце самоврядування як фактор регулювання соціально-економічного розвитку постраждалих районів від аварії на ЧАЕС» (Національна академія державного управління при Президентові України, 2005).
- 1990—1992, 1994—1997 — голова, Коростенська райрада.
- 04.1992-10.1994 — Представник Президента України в Коростенському районі[1][2].
- 09.1995-11.1996 — голова Коростенської райдержадміністрації[3][4].
- 11.1997-04.1998 — заступник голови, 14.04.1998-27.04.2006 — голова Житомирської облради.

Член СДПУ(О) (з 1999), член Політради СДПУ(О) (з 06.2000); перший заступник секретаря Житомирського обкому СДПУ(О) (з 06.2000).
Державний службовець 1-го рангу (02.1999).
Почесна грамота Кабінету Міністрів України (12.2000). Орден «За заслуги» III ступеня (12.2002).

## Джерело
- Довідка [Архівовано 4 березня 2016 у Wayback Machine.]